# Olympische Sommerspiele 1968/Leichtathletik – 200 m (Frauen)

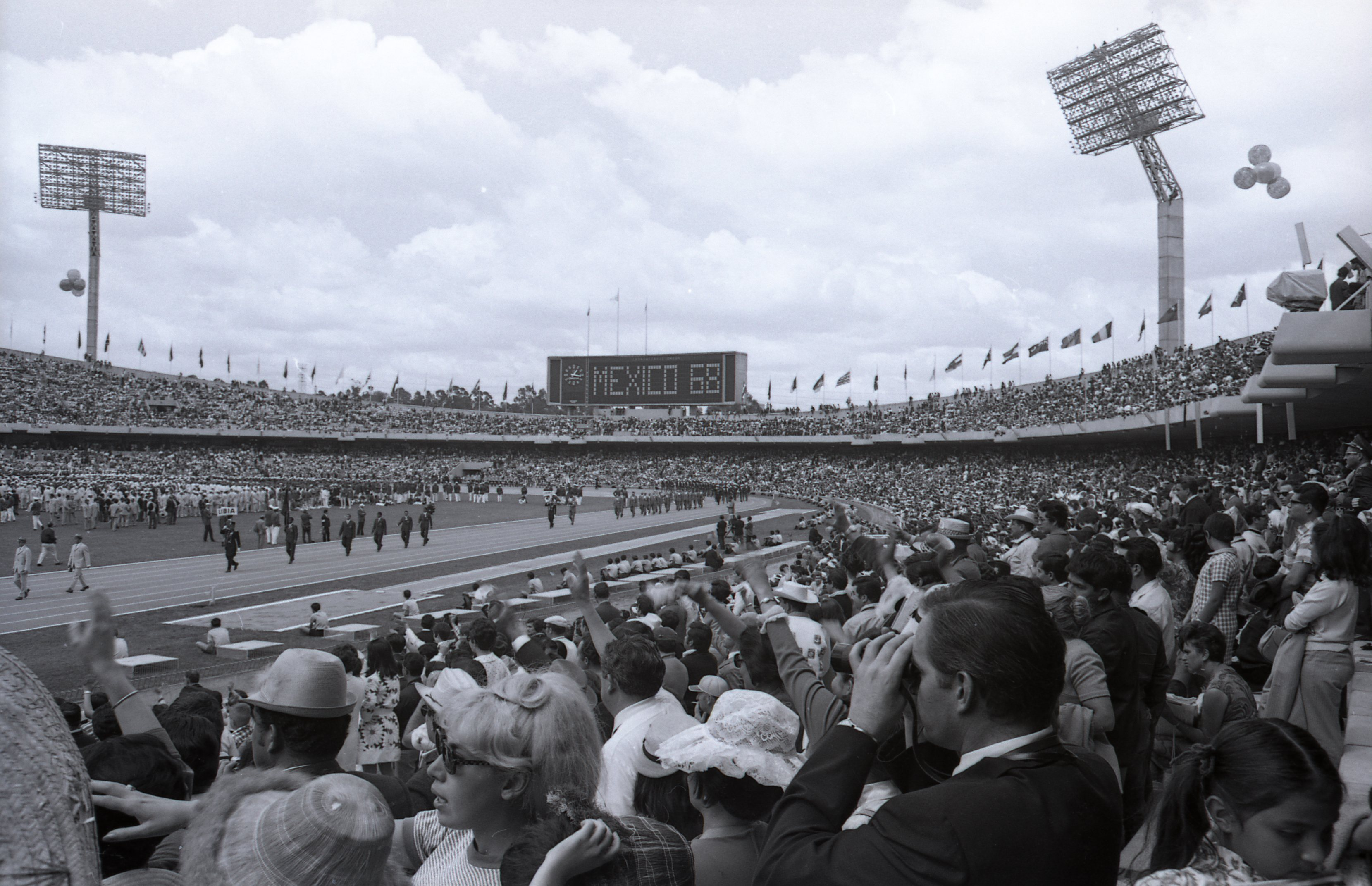
Das Olympiastadion während der Eröffnungsfeier 1968

Der 200-Meter-Lauf der Frauen bei den Olympischen Spielen 1968 in Mexiko-Stadt wurde am 17. und 18. Oktober 1968 im Estadio Olímpico Universitario ausgetragen. 36 Athletinnen nahmen teil.
Olympiasiegerin wurde die Polin Irena Szewińska. Sie gewann mit der neuen Weltrekordzeit von 22,5 Sekunden vor den Australierinnen Raelene Boyle und Jennifer Lamy.
Für die Bundesrepublik Deutschland – offiziell Deutschland – starteten Jutta Stöck, Rita Wilden und Halina Herrmann, die die 1960 und 1964 als Halina Górecka für Polen teilgenommen hatte. Wilden und Herrmann schieden in den Vorläufen aus. Stöck erreichte das Finale, in dem sie Achte und damit Letzte wurde.

Läuferinnen aus der DDR – offiziell Ostdeutschland, der Schweiz, Österreich und Liechtenstein nahmen nicht teil.

## Rekorde

### Bestehende Rekorde
| Weltrekord         | 22,7 s | Irena Kirszenstein ( Polen) | Warschau, Polen        | 8. August 1965   |
| Olympischer Rekord | 23,0 s | Edith McGuire ( USA)        | Finale OS Tokio, Japan | 19. Oktober 1964 |

### Rekordegalisierungen / -verbesserungen
Zunächst wurde der bestehende olympische Rekord einmal egalisiert, anschließend von drei Athletinnen  gesteigert. Im letzten Rennen wurde ein neuer Weltrekord aufgestellt:
- 23,0 ORe – Raelene Boyle (Australien), zweiter Vorlauf am 17. Oktober bei Windstille
- 22,9 OR – Barbara Ferrell (USA), dritter Vorlauf am 17. Oktober bei Windstille
- 22,9 ORe – Raelene Boyle (Australien), erstes Halbfinale am 17. Oktober bei Windstille
- 22,8 OR – Barbara Ferrell (USA), zweites Halbfinale am 17. Oktober bei Windstille
- 22,5 WR – Irena Szewińska (Polen), Finale am 18. Oktober bei einem Rückenwind von 2,0 m/s

## Durchführung des Wettbewerbs
36 Athletinnen traten am 17. Oktober zu insgesamt fünf Vorläufen an. Die jeweils drei Laufbesten – hellblau unterlegt – sowie die nachfolgend Zeitbeste – hellgrün unterlegt – kamen ins Halbfinale, das am selben Tag stattfand. Hier qualifizierten sich die jeweils ersten vier Läuferinnen – wiederum hellblau unterlegt – für das Finale am 18. Oktober.

## Zeitplan
17. Oktober, 10:00 Uhr: Vorläufe

17. Oktober, 16:00 Uhr: Halbfinale

18. Oktober, 15:30 Uhr: Finale
Anmerkung: Alle Zeiten sind in Ortszeit Mexiko-Stadt (UTC −6) angegeben.

## Vorrunde
Datum: 17. Oktober 1968, ab 10:00 Uhr

### Vorlauf 1

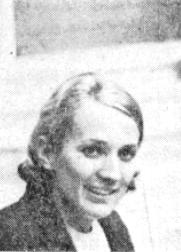
Marijana Lubej – ausgeschieden als Vierte des ersten Vorlaufs

Wind: ±0,0 m/s
| Platz | Name                  | Nation           | Offizielle Zeit handgestoppt | Inoffizielle Zeit elektronisch |
| ----- | --------------------- | ---------------- | ---------------------------- | ------------------------------ |
| 1     | Ljudmila Samotjossowa | Sowjetunion      | 23,1 s                       | 23,16 s                        |
| 2     | Margaret Bailes       | USA              | 23,1 s                       | 23,17 s                        |
| 3     | Nicole Montandon      | Frankreich       | 23,3 s                       | 23,34 s                        |
| 4     | Marijana Lubej        | Jugoslawien      | 23,9 s                       | 23,96 s                        |
| 5     | Eva Glesková          | Tschechoslowakei | 24,0 s                       | 24,08 s                        |
| 6     | Györgyi Balogh        | Ungarn           | 24,1 s                       | 24,15 s                        |
| 7     | Tien Ah-mei           | Taiwan           | 25,5 s                       | 25,53 s                        |
| DNS   | Jean Robotham         | Costa Rica       |                              |                                |

### Vorlauf 2
Wind: ±0,0 m/s
| Platz | Name             | Nation         | Offizielle Zeit handgestoppt | Inoffizielle Zeit elektronisch |
| ----- | ---------------- | -------------- | ---------------------------- | ------------------------------ |
| 1     | Raelene Boyle    | Australien     | 23,0 s ORe                   | 23,09 s                        |
| 2     | Wera Popkowa     | Sowjetunion    | 23,3 s0000                   | 23,40 s                        |
| 3     | Truus Hennipman  | Niederlande    | 23,4 s0000                   | 23,43 s                        |
| 4     | Lillian Board    | Großbritannien | 23,4 s0000                   | 23,49 s                        |
| 5     | Irene Piotrowski | Kanada         | 23,7 s0000                   | 23,74 s                        |
| 6     | Vilma Charlton   | Jamaika        | 24,3 s0000                   | 24,39 s                        |
| 7     | Josefa Vicent    | Uruguay        | 24,8 s0000                   | 24,89 s                        |
| 8     | Yeh Chu-mei      | Taiwan         | 25,5 s0000                   | 25,55 s                        |

### Vorlauf 3

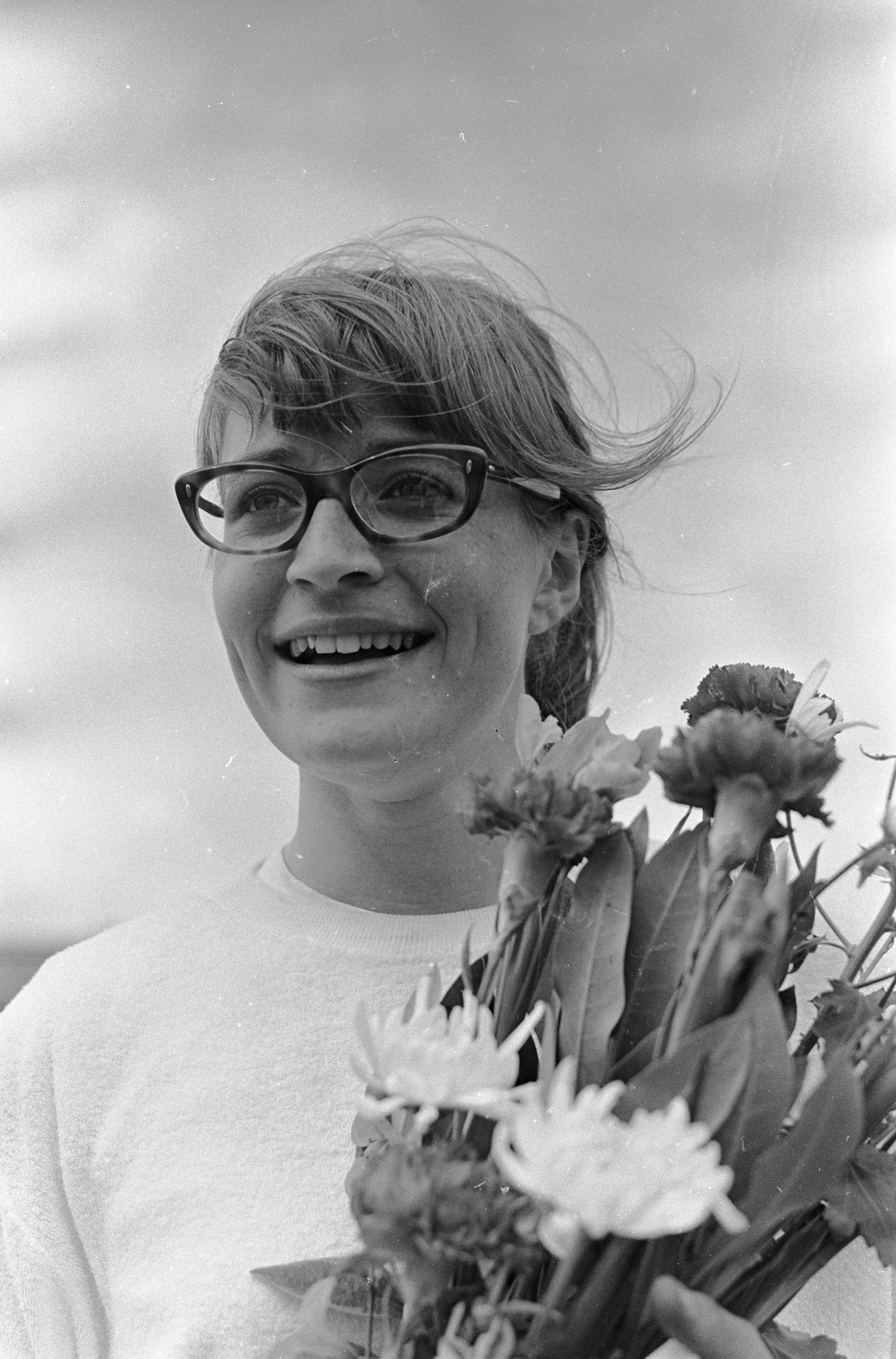
Wilma van Gool – ausgeschieden als Vierte des dritten Vorlaufs

Wind: ±0,0 m/s
| Platz | Name                | Nation         | Offizielle Zeit handgestoppt | Inoffizielle Zeit elektronisch |
| ----- | ------------------- | -------------- | ---------------------------- | ------------------------------ |
| 1     | Barbara Ferrell     | USA            | 22,9 s OR                    | 22,94 s                        |
| 2     | Jennifer Lamy       | Australien     | 23,1 s000                    | 23,19 s                        |
| 3     | Jutta Stöck         | BR Deutschland | 23,3 s000                    | 23,37 s                        |
| 4     | Wilma van Gool      | Niederlande    | 23,5 s000                    | 23,54 s                        |
| 5     | Maureen Tranter     | Großbritannien | 23,5 s000                    | 23,58 s                        |
| 6     | Ljudmila Golomasowa | Sowjetunion    | 23,7 s000                    | 23,73 s                        |
| 7     | Alice Annum         | Ghana          | 23,9 s000                    | 23,95 s                        |
| 8     | Karin Wallgren      | Schweden       | 24,7 s000                    | 24,62 s                        |

### Vorlauf 4

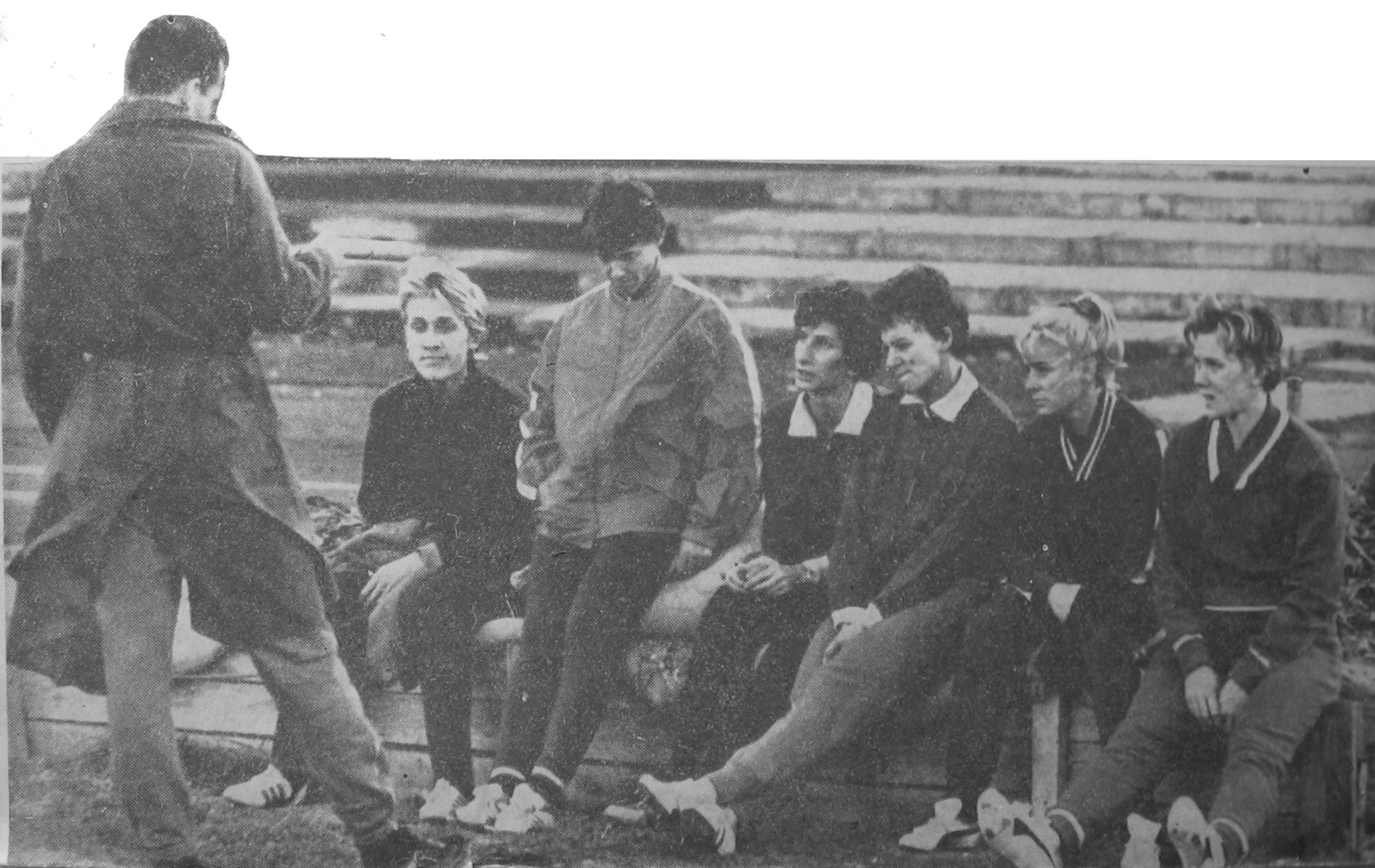
Halina Herrmann (Dritte von rechts, hier noch als Mitglied des polnischen Teams) schied als Sechste des vierten Vorlaufs aus

Wind: ±0,0 m/s
| Platz | Name              | Nation         | Offizielle Zeit handgestoppt | Inoffizielle Zeit elektronisch |
| ----- | ----------------- | -------------- | ---------------------------- | ------------------------------ |
| 1     | Wyomia Tyus       | USA            | 23,4 s                       | 23,46 s                        |
| 2     | Dianne Burge      | Australien     | 23,6 s                       | 23,69 s                        |
| 3     | Fulgencia Romay   | Kuba           | 23,7 s                       | 23,71 s                        |
| 4     | Oyeronke Akindele | Nigeria        | 23,9 s                       | 23,91 s                        |
| 5     | Alicia Kaufmanas  | Argentinien    | 24,4 s                       | 24,57 s                        |
| 6     | Halina Herrmann   | BR Deutschland | 24,7 s                       | 24,62 s                        |
| DNS   | Lydia Stephens    | Kenia          |                              |                                |

### Vorlauf 5

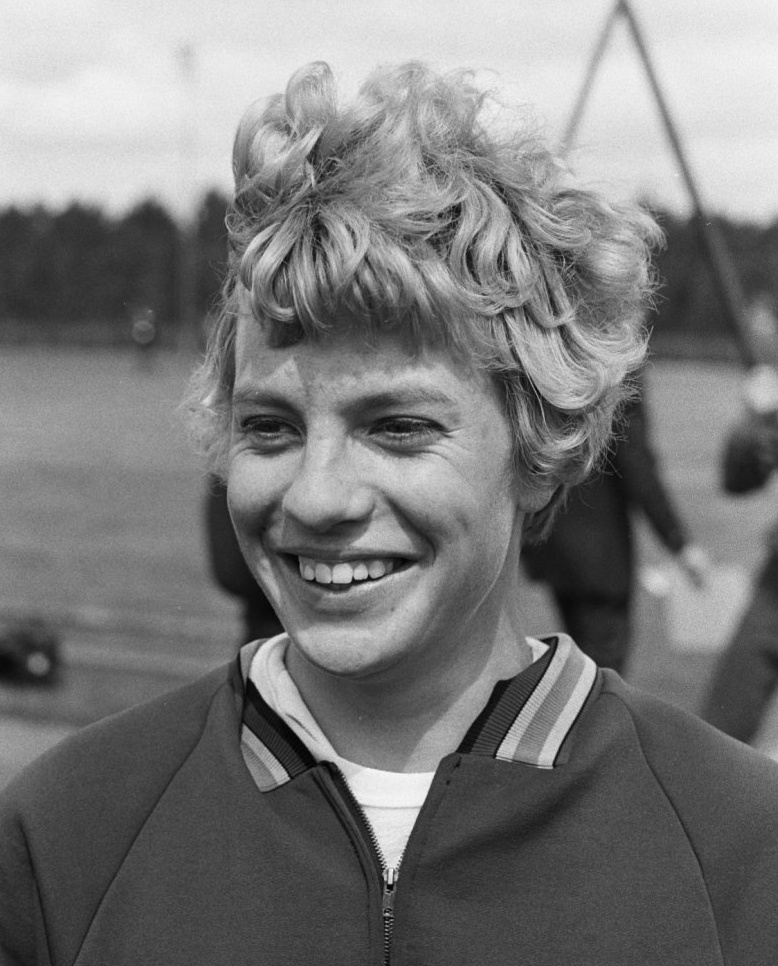
Mieke Sterk – ausgeschieden als Fünfte des fünften Vorlaufs

Wind: ±0,0 m/s
| Platz | Name             | Nation         | Offizielle Zeit handgestoppt | Inoffizielle Zeit elektronisch |
| ----- | ---------------- | -------------- | ---------------------------- | ------------------------------ |
| 1     | Irena Szewińska  | Polen          | 23,2 s                       | 23,21 s                        |
| 2     | Miguelina Cobián | Kuba           | 23,4 s                       | 23,50 s                        |
| 3     | Una Morris       | Jamaika        | 23,7 s                       | 23,80 s                        |
| 4     | Sylviane Telliez | Frankreich     | 23,8 s                       | 23,84 s                        |
| 5     | Mieke Sterk      | Niederlande    | 24,0 s                       | 24,01 s                        |
| 6     | Rita Wilden      | BR Deutschland | 24,0 s                       | 24,02 s                        |
| 7     | Esperanza Girón  | Mexiko         | 25,3 s                       | 25,32 s                        |
| DNS   | Berit Berthelsen | Norwegen       |                              |                                |

## Halbfinale
Datum: 17. Oktober 1968, ab 16:00 Uhr

### Lauf 1

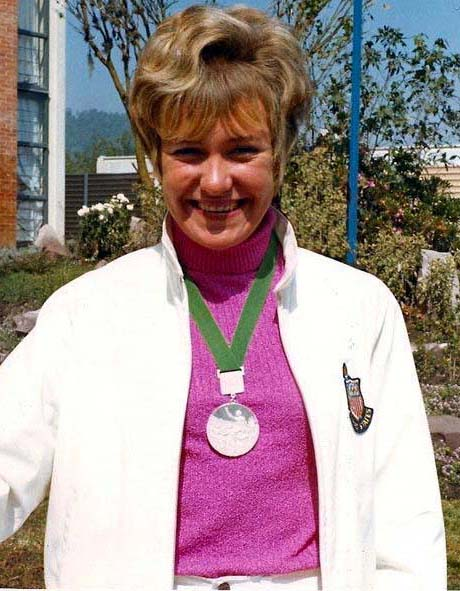
Lillian Board – zwei Tage zuvor Silbermedaillengewinnerin über 400 Meter – schied als Sechste des ersten Halbfinals aus

Wind: ±0,0 m/s
| Platz | Name                  | Nation         | Offizielle Zeit handgestoppt | Inoffizielle Zeit elektronisch |
| ----- | --------------------- | -------------- | ---------------------------- | ------------------------------ |
| 1     | Raelene Boyle         | Australien     | 22,9 s ORe                   | 22,95 s                        |
| 2     | Wyomia Tyus           | USA            | 23,1 s0000                   | 23,14 s                        |
| 3     | Irena Szewińska       | Polen          | 23,2 s0000                   | 23,21 s                        |
| 4     | Jutta Stöck           | BR Deutschland | 23,4 s0000                   | 23,41 s                        |
| 5     | Ljudmila Samotjossowa | Sowjetunion    | 23,4 s0000                   | 23,52 s                        |
| 6     | Lillian Board         | Großbritannien | 23,4 s0000                   | 23,52 s                        |
| 7     | Dianne Burge          | Australien     | 23,6 s0000                   | 23,65 s                        |
| DNS   | Fulgencia Romay       | Kuba           |                              |                                |

### Lauf 2

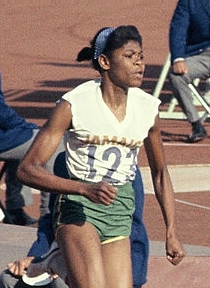
Una Morris – ausgeschieden als Siebte des zweiten Halbfinals
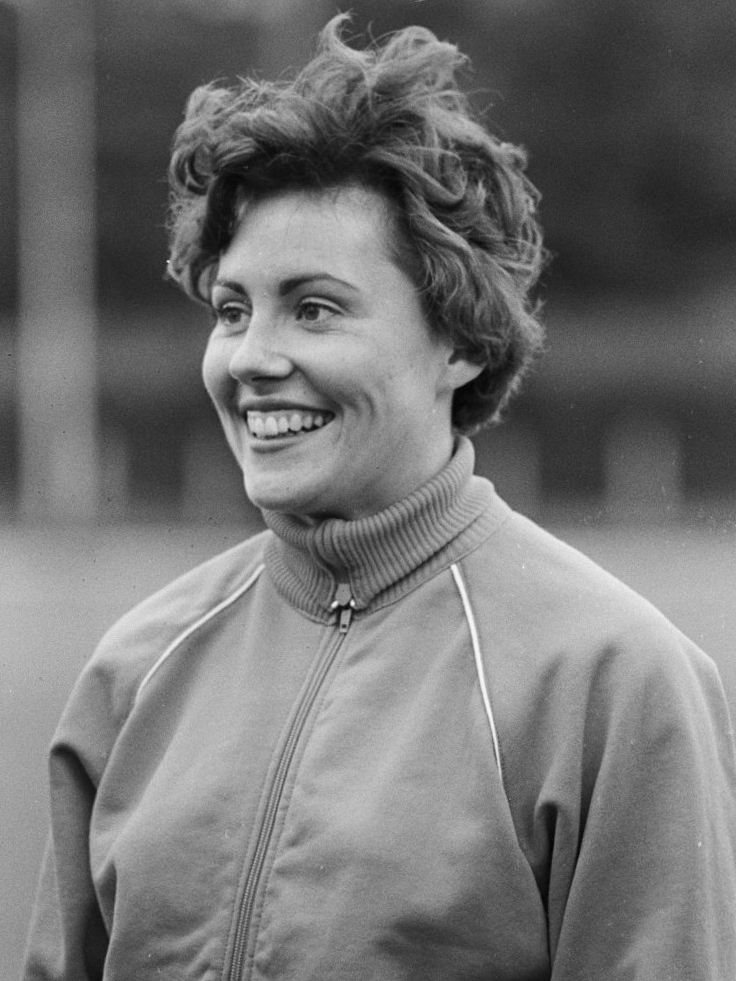
Truus Hennipman – ausgeschieden als Achte des zweiten Halbfinals

Wind: +1,7 m/s
| Platz | Name             | Nation      | Offizielle Zeit handgestoppt | Inoffizielle Zeit elektronisch |
| ----- | ---------------- | ----------- | ---------------------------- | ------------------------------ |
| 1     | Barbara Ferrell  | USA         | 22,8 s OR                    | 22,87 s                        |
| 2     | Jennifer Lamy    | Australien  | 22,8 s000                    | 22,89 s                        |
| 3     | Margaret Bailes  | USA         | 22,9 s000                    | 22,95 s                        |
| 4     | Nicole Montandon | Frankreich  | 23,0 s000                    | 23,02 s                        |
| 5     | Wera Popkowa     | Sowjetunion | 23,2 s000                    | 23,28 s                        |
| 6     | Miguelina Cobián | Kuba        | 23,3 s000                    | 23,39 s                        |
| 7     | Una Morris       | Jamaika     | 23,5 s000                    | 23,59 s                        |
| 8     | Truus Hennipman  | Niederlande | 23,5 s000                    | 23,60 s                        |

## Finale

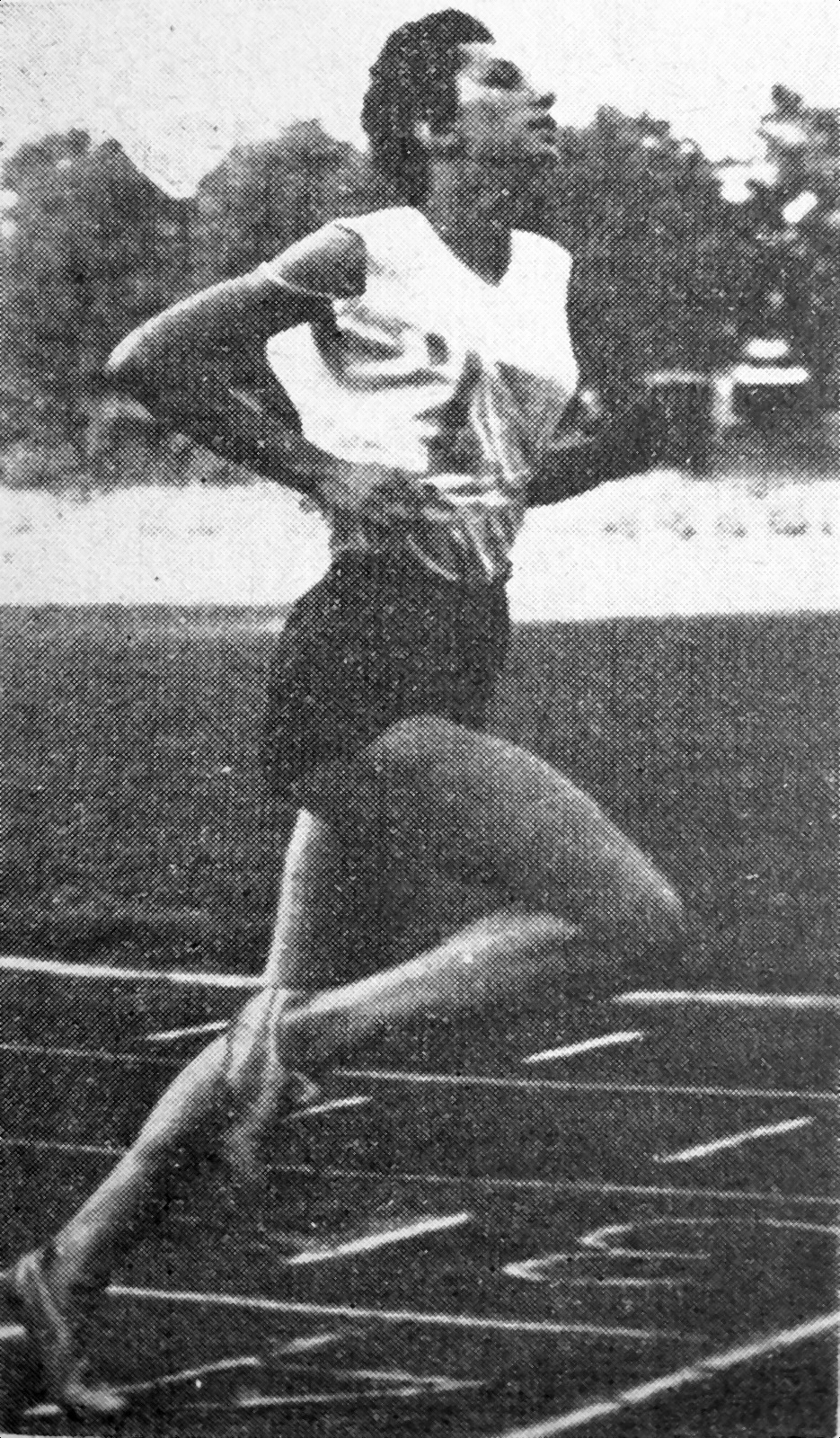
Olympiasiegerin Irena Szewińska, frühere Irena Kirszenstein

Datum: 18. Oktober 1968, 15:30 Uhr
Wind: +2,0 m/s
| Platz | Name             | Nation         | Offizielle Zeit handgestoppt | Inoffizielle Zeit elektronisch |
| ----- | ---------------- | -------------- | ---------------------------- | ------------------------------ |
| 1     | Irena Szewińska  | Polen          | 22,5 s WR                    | 22,58 s                        |
| 2     | Raelene Boyle    | Australien     | 22,7 s000                    | 22,74 s                        |
| 3     | Jennifer Lamy    | Australien     | 22,8 s000                    | 22,88 s                        |
| 4     | Barbara Ferrell  | USA            | 22,9 s000                    | 22,93 s                        |
| 5     | Nicole Montandon | Frankreich     | 23,0 s000                    | 23,08 s                        |
| 6     | Wyomia Tyus      | USA            | 23,0 s000                    | 23,08 s                        |
| 7     | Margaret Bailes  | USA            | 23,1 s000                    | 23,18 s                        |
| 8     | Jutta Stöck      | BR Deutschland | 23,2 s000                    | 23,25 s                        |

Topfavoritin war die Polin Irena Szewińska, Silbermedaillengewinnerin von Tokio 1964 und Europameisterin von 1966, die unter ihrem Geburtsnamen Kirszenstein den bestehenden Weltrekord gelaufen war.
Im Finale startete die Olympiasiegerin über 100 Meter, die US-Läuferin Wyomia Tyus, am besten und war auch am Ende der Zielkurve noch an der Spitze des Feldes. Doch auf der Zielgeraden wurde sie nacheinander von fünf Läuferinnen passiert. Ganz vorne lag nun Irena Szewińska die das Rennen mit zwei Metern Vorsprung gewann. Die weiteren Medaillen gingen ganz überraschend an die beiden Australierinnen: Silber für die erst siebzehnjährige Raelene Boyle und Bronze für Jennifer Lamy. Die Zweite des 100-Meter-Laufs Barbara Ferrell aus den USA belegte nur eine Zehntelsekunde dahinter Platz vier vor der Französin Nicole Montandon. Zum ersten Mal in der Geschichte dieser Disziplin blieben die ersten vier Athletinnen unter 23 Sekunden.
Irena Szewińska lief zum ersten polnischen Olympiasieg über 200 Meter.

## Video
- 200m.WR-Irena Szewińska:1968 Olympic Games, Mexico City, youtube.com, abgerufen am 10. November 2017